# Poliàrat
Poliàrat (en llatí Polyaratus, en grec antic Πολυάρατος "Polyáratos") fou un polític  rodi, cap del partit favorable a Perseu de Macedònia durant la Tercera Guerra Macedònica.
Polibi diu que tenia un caràcter extravagant i ostentador i estava carregat de deutes que esperava pagar amb ajut del rei macedoni. Al començament de la guerra el 171 aC es va aliar amb Dinó de Rodes per intentar induir als rodis a negar l'auxili de vaixells al pretor romà Gai Lucreci Gal, però no se'n va sortir. Després va proposar entregar a Perseu, a canvi de rescat, als presoners macedonis que havien caigut en mans dels rodis, consell que va ser escoltat.
Durant tota la guerra va mantenir correspondència amb Perseu i el [169 aC], quan les coses semblaven afavorir al rei, va aconseguir que el govern de Rodes donés audiència als ambaixadors macedonis i il·liris, i oferís fer de mediador per posar fi a la guerra. Això va molestar molt als romans i després de la derrota de Perseu el 168 aC, Poliàrat es va sentir en perill i va fugir.
Es va refugiar a la cort de Ptolemeu VI Filomètor d'Egipte, però el legat romà Gai Popil·li Lenat va exigir la seva rendició. Per eludir la petició va ser enviat secretament a Rodes. Poliàrat va fugir pel camí i es va refugiar a Faselis i després a Cibira. Els habitants de les dues ciutats, que no es volien enemistar amb el senat romà, el van expulsar, i la segona vegada va ser portat a Rodes, des d'on el van enviar presoner a Roma. La seva sort posterior es desconeix.